# Adagio para armónica de copas (Mozart)
El Adagio en do mayor, K. 356/617a, es una pieza breve compuesta para armónica de copas por Wolfgang Amadeus Mozart, tratándose de la última de una serie de obras para instrumentos fuera de lo común, encargadas por distintos señores.
No se sabe con exactitud la fecha de su composición, puesto que Mozart no la incluyó en su catálogo temátio personal. Ludwig von Köchel consideraba que la obra databa de 1781 o de 1782 como muy tarde, por lo que al confeccionar su catálogo de la obra de Mozart la identificó como KV 356. No obstante, estudios recientes han revelado que la pieza fue escrita en 1791, y parece ser de composición contemporánea o algo posterior al Adagio y rondó que Mozart compuso para este mismo instrumento. estando ambas composiciones destinadas a su ejecución por la virtuosa Marianne Kirchgessner.
.